# El Pedregoso (Herrera)
El Pedregoso è un comune (corregimiento) della Repubblica di Panama situato nel distretto di Pesé, provincia di Herrera. Si estende su una superficie di 31,3 km² e conta una popolazione di 1.386 abitanti (censimento 2010).